# 和田浩
和田 浩（わだ ひろし、1969年6月6日 - ）は、日本の俳優。東京都世田谷区出身。B型。
1980年代に活躍した俳優。現在活動休止中。

## 主な出演作

### 映画
- 青春共和国（1984年、小原宏裕監督作品）
- THE MODS 夜のハイウェイ（1985年、渡辺寿監督作品。劇場未公開）順一役
- おれは男だ! 「完結編」（1987年、石山昭信監督作品）アメフト部キャプテン役

### テレビドラマ
- だから青春 泣き虫甲子園 （1983年、NHK）
- ヤンヤン歌うスタジオ走れ青春42.195km（（1984年、テレビ東京）
- 金八先生スペシャルIV （1984年、TBS）
- 花田春吉なんでもやります （1985年2月22日、TBS）第8話「野球部スキャンダル」松木洋平役
- 金曜女のドラマスペシャル（フジテレビ） 北陸トンネル、蒸発殺人行 汚れちまった悲しみに…（1985年3月14日）和泉聖治脚本
- 俺たちがむしゃら甲子園（1986年1月3日、テレビ朝日）1年生投手井川役